# Rothmannia octomera
Rothmannia octomera là một loài thực vật có hoa trong họ Thiến thảo. Loài này được (Hook.) Fagerl. miêu tả khoa học đầu tiên năm 1943.